# ناتل بن قيس
نَاتِل بْنُ قَيسِ بْنِ زَيد الجُذَامِي (توفي 65 هـ / 685م) كان شيخ قبيلة بني جذام وزعيم قبلي بارز في فلسطين في عهد الخليفة معاوية بن أبي سفيان ويزيد بن معاوية. وفي عام 684، ثار على الأمويين، وسيطر على فلسطين، وبايع عبد الله بن الزبير. انضم إلى الأخير في مكة بعد هزيمة القوات الموالية للزبير في معركة مرج راهط. وربما يكون قد جدد تمرده في فلسطين عام 65 هـ / 685 وقُتل أثناء الأعمال العدائية.

## سيرته
ناتل بن قيس كان زعيم قبيلة بني جذام، وهي قبيلة عربية مقيمة في فلسطين، وتحديداً عشيرتها المهيمنة، بني سعد. كان والده قيس بن زيد عضوًا في وفد من رجال قبيلة جذام إلى النبي محمد؛ وعند اجتماعهم اعتنق المندوبون الإسلام وأُعلن قيس زعيماً لبني سعد. تم إدراج ناتل من قبل البلاذري باعتباره من بين الزعماء العرب الذين اجتمعوا في القدس مع رجال قبائلهم لمبايعة معاوية بن أبي سفيان كخليفة عام 660 على وجه التحديد، يوصف بأنه زعيم قبيلتي جذام ولخم في جند فلسطين. طوال فترة حكم معاوية ويزيد بن معاوية، بين عامي 661 و683، كان "من الواضح أنه كان له القدرة المطلقة في فلسطين وسيطر على إدارتها المالية".
بعد وفاة يزيد وابنه وخليفته معاوية بن يزيد عام 684، أعلنت قبائل قيس في شمال سوريا بقيادة زفر بن الحارث الكلابي وحمص تحت قيادة النعمان بن بشير الأنصاري الولاء لعبد الله بن الزبير المقيم في مكة. في فلسطين، غادر الحاكم المؤيد بشدة للأمويين وزعيم بني كلب، حسان بن مالك الكلبي، لحشد القبائل الموالية في منطقة الأردن ضد ابن الزبير، وترك روح بن زنباع قائمًا بأعمال حكمه. كان الأخير منافس ناتل على قيادة جذام. ولم يمض وقت طويل حتى أطلق ناتل ثورة وطرد روح بن زنباع وأعلن نفسه واليًا لابن الزبير. 
ساهم ناتل بقوات من فلسطين لدعم والي دمشق، الضحاك بن قيس الفهري الموالي لابن الزبير والقبائل القيسية في معركة مرج رهط ضد الخليفة الأموي مروان بن الحكم وحلفائه القبليين، الذين سيطر عليهم بنو كلب. تم هزيمة القوات الموالية للزبير، وبالتالي فر ناتل من فلسطين بحثًا عن ملاذ آمن مع ابن الزبير في مكة. وفقًا لليعقوبي والمسعودي، قام ناتل بثورة في فلسطين ضد ابن مروان وخليفته عبد الملك، على الرغم من أن المؤرخ يوليوس ويلهاوزن كتب أن هذا الحدث قد يكون خاطئًا. وبحسب هذه الرواية، قُتل ناتيل في ثورة 65 / 685 ضد القبائل الموالية للأمويين.